# 神崎川信号場
神崎川信号場（かんざきがわしんごうじょう）は、大阪市東淀川区西淡路にある、西日本旅客鉄道（JR西日本）の信号場である。

## 概要
既設の片町線貨物支線（城東貨物北連絡線）と新設のおおさか東線との分岐点となる信号場である。
2018年（平成30年）12月25日よりおおさか東線の新設区間の試運転が開始されたため、当信号場もこの日を以って、片町線貨物支線の信号場として供用を開始した。
2019年（平成31年）3月16日のおおさか東線北区間開業と同時に、鴫野駅から神崎川信号場の区間の保有主体はJR西日本から大阪外環状鉄道に移管され、当信号場から吹田貨物ターミナル駅方面のみが片町線貨物支線として残された。

## 隣の駅
西日本旅客鉄道（JR西日本）
 おおさか東線
南吹田駅 (JR-F03) - 神崎川信号場 - JR淡路駅 (JR-F04)
片町線貨物支線（城東貨物北連絡線）
神崎川信号場 - 吹田貨物ターミナル駅
- 1932年までは、吹田貨物ターミナル駅との間に千里信号場が設置されていた。